# Меланија Клајн
Меланија Клајн (Беч, 30. март 1882 – Лондон, 22. септембар 1960) била је дечја психоаналитичарка, на чијем учењу је настао један од највећих праваца фројдизма (клајнијанска психоанализа), утемељила је теорију објектних односа и изградила технику "терапија игром". Разумевање дела Меланије Клајн, подразумева и детаљно познавање дела Зигмунда Фројда, у које уводи значајне теоријске измене и техничке иновације, за које сматра да доследно прате логику Фројдових теза. Блискост и разлика у теоријским ставовима Фројда и Меланије се могу представити на начин где Фројд полазећи од одраслог неуротичара, проучавањем долазио до његовог детињства, чијим је сазнањем обогаћивао знања о каснијем животу индивидуе, док је Меланија кретала од проучавања деце, раних развоја, односно темеља развоја, који су јој омогућавали праћење каснијег развоја индивидуе. Полазно различите позиције су водиле до истог циља и када је Меланиа увидела да се структура Над-ја и Едипов комлекс развијају раније него што је Фројд то мислио. Праћење каснијег психолошког раста и пада (патологије), Меланија је вршила уз помоћ формулисаних концепта "позиције" (параноидно-схизоидне позиције и депресивне позиције).